# Srećko Kilić
Srećko Kilić (Ričice, 2. siječnja 1940.), hrvatski teorijski fizičar, profesor doktor znanosti, pisac i pjesnik i nekadašnji Hajdukov junior iz 1955-1958 godine. Bio je talentirani centarfor.
Diplomirao je teorijsku fiziku na Prirodoslovno-matematičkom fakultetu u Zagrebu, na polju atomske fizike, doktorirao i magistrirao na Sarajevskom Prirodno-matematičkom fakultetu, a na poslijedoktorskim studijama boravio na Washington University u Saint Louisu, USA, te na Institutu za teorijsku fiziku u Kölnu, Njemačka. Do umirovljenja, na PMF-u u Splitu, predavao je niz kolegija, među kojima: opću fiziku, statističku mehaniku, kvantnu mehaniku, teoriju elektromagnetskih polja i povijest fizike. 
Kao pjesnik i pisac objavio je zbirke stihova Tisuće lica (1992.) i Kameni Orfej (1995.), zbirke novela: Splitske priče (2003.), Čiji je Ivan (2013.), Splitske kratke priče (2014.) i Na šetnici (2016.), te romane: Stipan ( 2001.), Drugi čovjek (2002.), Tamo gdje si ti (2005.), Duge i čempresi (2007.) i Jednostavna priča (2011.)
Srećko Kilić autor je Splitskih priča, po kojima je ekraniziran Marušićev film i TV-serija u šest nastavaka Bella Biondina, istinita priča o Splićanki Vinki koja se zaljubila u talijanskog vojnika Albina, a događalo se pred kraj talijanske okupacije Splita.